# Trasposizione in formato televisivo
Si ha una trasposizione in formato televisivo quando il formato cinematografico deve essere adattato al formato televisivo.

## Tipi di trasposizione
- Widescreen
- Letterbox
- Fullscreen
- Pan and scan
- Open matte